# Atal z Rodosa
Átal z Ródosa ali Átal Ródoški (starogrško Άτταλος ὁ Ρόδιος, latinizirano: Áttalos ho Ródios), starogrški slovničar, astronom in matematik.
Živel je na Rodosu okoli leta 150 pr. n. št. Atal je bil Hiparhov sodobnik. Napisal je tolmač Aratovega astronomskega epa Pojavi (Phaenomena). Njegovo delo je izgubljeno. Hiparh ga je navedel v svojem Tolmaču o pojavih Evdoksa in Arata. Atal je branil Arata in Evdoksa pred kritikami tedanjih astronomov in matematikov.